# UTC−05:00

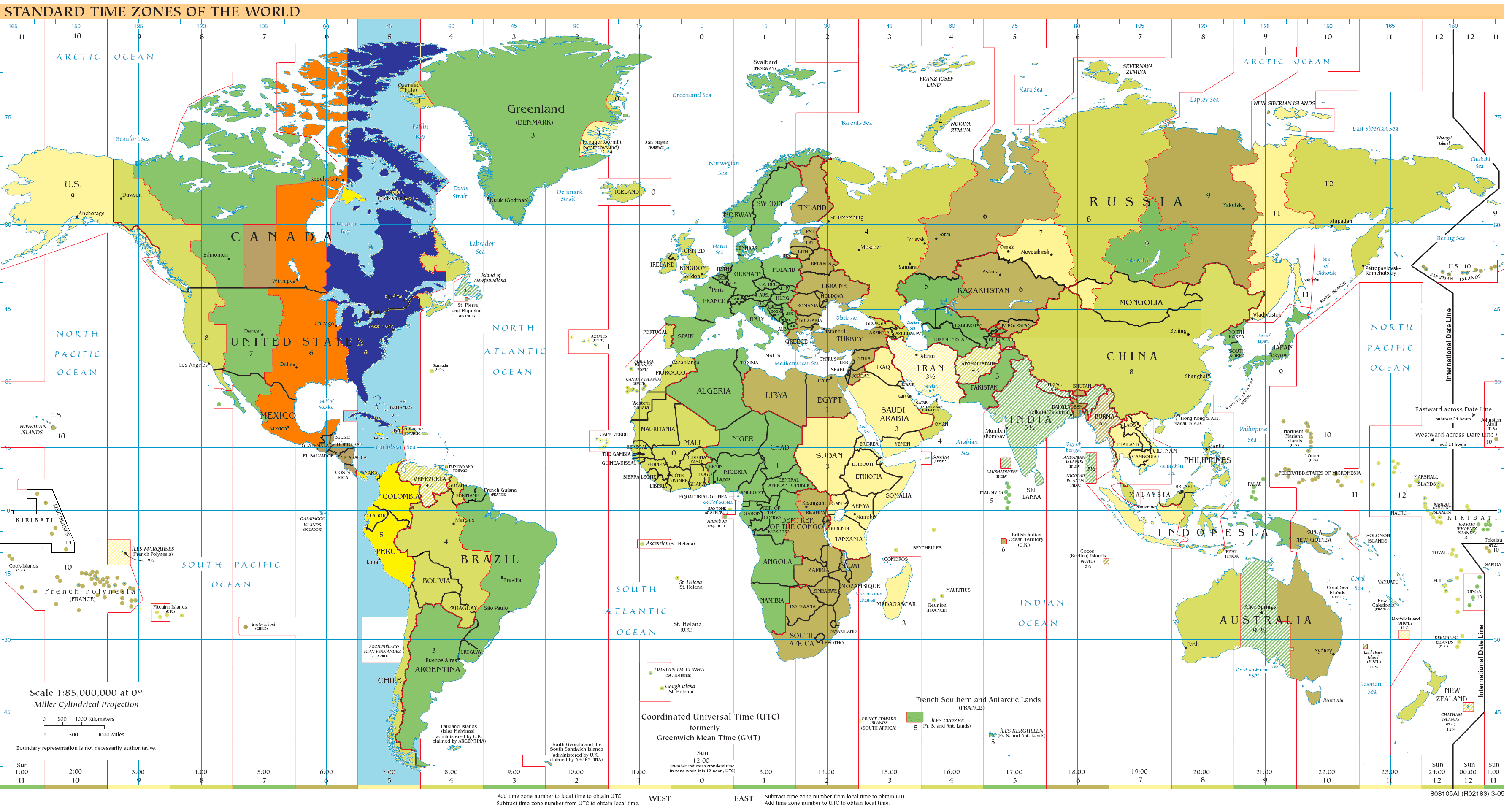
Az UTC–5-öt használó területek:

Az UTC–05:00 egy időeltolódás, amely öt órával van hátrább az egyezményes koordinált világidőnél (UTC).

## Alap időzónaként használó területek (az északi félteke telein)

### Észak-Amerika
- Kanada
  - Nunavut
    - Qikiqtaaluk régió (kivéve Resolute település)

  - Ontario
    - ny. h. 90°-tól keletre

  - Québec (kivéve a legkeletibb területei)
- Egyesült Államok
  -  Connecticut 
  -  Delaware 
  - Washington, D. C.
  -  Georgia 
  -  Maine 
  -  Maryland 
  -  Massachusetts 
  -  New Hampshire 
  -  New Jersey 
  -  New York 
  -  Észak-Karolina 
  -  Ohio 
  -  Pennsylvania 
  -  Rhode Island 
  -  Dél-Karolina 
  -  Vermont 
  -  Virginia 
  -  Nyugat-Virginia 
  -  Florida  (kivéve Bay megye, Calhoun megye, Escambia megye, Holmes megye, Jackson megye, Okaloosa megye, Santa Rosa megye, Walton megye, Washington megye és Gulf megye északi területei)
  -  Indiana  (kivéve Jasper megye, Lake megye, LaPorte megye, Newton megye, Porter megye, Starke megye, Gibson megye, Perry megye, Posey megye, Spencer megye, Vanderburgh megye és Warrick megye)
  -  Michigan  (kivéve Dickinson megye, Gogebic megye, Iron megye és Menominee megye)
  -  Kentucky 
    - minden a következőktől keletre eső megye az államban (a felsoroltak nem tartoznak ide): Breckinridge megye, Grayson megye, Hart megye, Green megye, Adair megye, Russell megye és Clinton megye

  -  Tennessee 
    - Scott megye
    - Morgan megye
    - Roane megye
    - Rhea megye
    - Hamilton megye
    - minden a fentiektől keletre eső megye az államban

### Közép-Amerika
- Bahama-szigetek
- Haiti
- Kuba
- Egyesült Királyság
  -  Turks- és Caicos-szigetek (az Egyesült Királyság tengerentúli területe)

## Alap időzónaként használó területek (egész évben)

### Észak-Amerika
- Kanada
  - Southampton-sziget
  - Atikokan és Pickle Lake területei
- Mexikó
  - Quintana Roo

### Közép- és Dél-Amerika
- Egyesült Királyság
  -  Kajmán-szigetek (az Egyesült Királyság tengerentúli területe)
- Amerikai Egyesült Államok
  - Navassa-sziget
- Jamaica
- Panama
- Kolumbia
- Ecuador (kivéve a Galápagos-szigeteket)
- Peru
- Brazília
  - Acre
  - Amazonas (13 közigazgatási egység nyugaton, melyek helyét nagyjából a Tabatinga-Porto Acre vonal határoz meg)

## Nyári időszámításként használó területek (az északi félteke nyarain)

### Észak-Amerika
- Kanada
  - Manitoba
  - Nunavut
    - Kivalliq régió (kivéve a Southampton-szigetet)

  - Ontario
    - ny. h. 90°-tól nyugatra
- Egyesült Államok
  -  Alabama 
  -  Arkansas 
  -  Illinois 
  -  Iowa 
  -  Louisiana 
  -  Minnesota 
  -  Mississippi 
  -  Missouri 
  -  Wisconsin 
  -  Oklahoma  (Kenton kivételével)
  -  Kansas  (kivéve Greeley megye, Hamilton megye, Sherman megye és Wallace megye)
  -  Nebraska 
    - Közép-Nebraska
    - Kelet-Nebraska

  -  Észak-Dakota  (kivéve Adams megye, Billings megye, Bowman megye, Dunn megye déli területei, Golden Valley megye, Grant megye, Hettinger megye, McKenzie megye déli területei, Sioux megye területei a 31-es úttól délre, Slope megye és Stark megye)
  -  Dél-Dakota  (kivéve Corson megye, Dewey megye, Stanley megye nyugati területei, Jackson megye, Bennett megye és minden az előbbiektől nyugatra eső megye az államban)
  -  Tennessee 
    - minden a következőktől nyugatra eső megye az államban (a felsoroltak nem tartoznak ide): Scott megye, Morgan megye, Roane megye, Rhea megye és Hamilton megye

  -  Texas  (kivéve Culberson megye északnyugati területei, El Paso megye és Hudspeth megye)
  -  Florida 
    - Bay megye
    - Calhoun megye
    - Escambia megye
    - Holmes megye
    - Jackson megye
    - Okaloosa megye
    - Santa Rosa megye
    - Walton megye
    - Washington megye
    - Gulf megye északi területei

  -  Kentucky 
    - Breckinridge megye
    - Grayson megye
    - Hart megye
    - Green megye
    - Adair megye
    - Russell megye
    - Clinton megye
    - minden a fentiektől nyugatra eső megye az államban

  -  Michigan 
    - Dickinson megye
    - Gogebic megye
    - Iron megye
    - Menominee megye

  -  Indiana 
    - Jasper megye
    - Lake megye
    - LaPorte megye
    - Newton megye
    - Porter megye
    - Starke megye
    - Gibson megye
    - Perry megye
    - Posey megye
    - Spencer megye
    - Vanderburgh megye
    - Warrick megye
- Mexikó
  - Az összes tagállam, plusz Mexikóváros (kivéve Alsó-Kalifornia, Déli-Alsó-Kalifornia, Chihuahua, Nayarit, Quintana Roo, Sinaloa és Sonora)
  - Bahía de Banderas

## Nyári időszámításként használó területek (a déli félteke nyarain)

### Dél-Amerika
- Chile
  - Húsvét-sziget

## Időzónák ebben az időeltolódásban
| Időzóna neve angolul      | Időzóna neve magyarul      | Időzóna rövidítése |
| ------------------------- | -------------------------- | ------------------ |
| Central Daylight Time     | Közép(-amerikai) nyári idő | CDT                |
| Eastern Standard Time     | Keleti parti (téli) idő    | EST                |
| Acre Time                 | Acrei idő                  | ACT                |
| Colombia Time             | Kolumbiai idő              | COT                |
| Cuba Standard Time        | Kubai téli idő             | CST                |
| Easter Island Summer Time | Húsvét-szigeti nyári idő   | EASST              |
| Ecuador Time              | Ecuadori idő               | ECT                |
| Peru Time                 | Perui idő                  | PET                |
| Romeo Time Zone[a]        | -                          | R                  |

## Megjegyzés
↑ a:  Katonai időzóna.

## Fordítás
Ez a szócikk részben vagy egészben  az   UTC−05:00 című angol Wikipédia-szócikk ezen változatának fordításán alapul.  Az eredeti cikk szerkesztőit annak laptörténete sorolja fel. Ez a jelzés csupán a megfogalmazás eredetét és a szerzői jogokat jelzi, nem szolgál a cikkben szereplő információk forrásmegjelöléseként.